# Podhorodno (Białoruś)

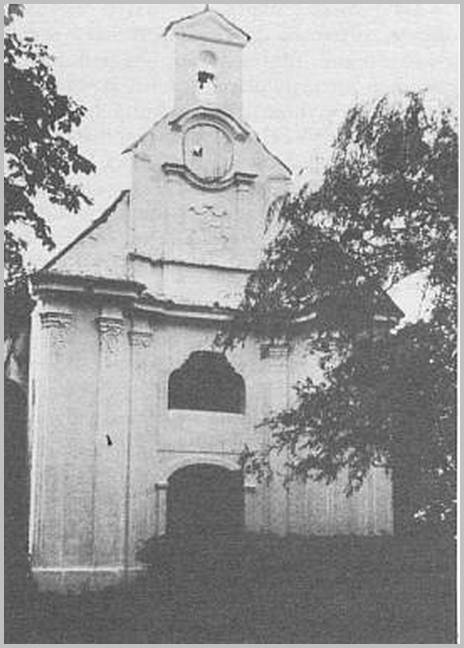
Fasada kościoła (przed 1939 rokiem)

Podhorodno (biał. Пагародна; ros. Погородно; hist. również Pohorodno) – agromiasteczko na Białorusi, w rejonie werenowskim obwodu grodzieńskiego, około 13 km na południowy zachód od Werenowa; siedziba sielsowietu.

## Historia
Wieś Podhorodno (Pohorodno) w 1887 roku należała do rozległych dóbr Horodno, będących własnością hr. Potockich herbu Pilawa.
Pierwsza wzmianka o Horodnie pochodzi z 1593 roku. Dobra te w XVIII wieku należały do Salomei z Sapiehów Radziwiłłowej (~1710–1775), żony Jerzego Radziwiłła. Podarowała je ona w 1762 roku swemu ciotecznemu wnukowi (wnukowi jej siostry Benedykty) Ludwikowi Tyszkiewiczowi. Dobra te składały się wtedy z dwóch kluczów, obejmujących m.in. 65 wsi. Ludwik na swą główną rezydencję wybrał Horodno (około kilometra na zachód od obecnego centrum wsi Podhorodno). Kolejną właścicielką majątku była córka Ludwika, Anna, a po niej jej syn Maurycy Eustachy Potocki i syn Maurycego, August Potocki, który pod koniec XIX wieku sprzedał Horodno rosyjskiemu generałowi Asaturowowi. Kolejnym właścicielem majątku był hr. Ignatiew, a po nim – znów rosyjski generał Kipryjan Kandratowicz, który mieszkał tu do swej śmierci w 1932 roku. Ostatnimi właścicielkami Horodna były jego żona Ada i córka Wiera Kondratowicz.
Po III rozbiorze Polski w 1795 roku dobra te, wcześniej należące do powiatu lidzkiego województwa wileńskiego Rzeczypospolitej, znalazły się na terenie ujezdu lidzkiego guberni wileńskiej Imperium Rosyjskiego. Po ustabilizowaniu się granicy polsko-radzieckiej w 1921 roku Horodno i Podhorodno wróciły do Polski, znalazły się w gminie Aleksandrowo w powiecie lidzkim województwa nowogródzkiego przemianowanej w 1925 roku na gminę Mackiszki, a po jej likwidacji w 1929 roku – w gminie Żyrmuny. Od 1945 roku – w ZSRR, od 1991 roku – na terenie Republiki Białorusi.
24 stycznia 1945 roku około 30-osobowy oddział Armii Krajowej zaatakował znajdującą się we wsi placówkę wywiadu Armii Czerwonej w celu zdobycia broni. Placówka była broniona przez 5 kobiet, spośród których 4 zabito, a jedną raniono. W 1975 roku w centrum wsi odsłonięto pomnik upamiętniający to wydarzenie.
W 1949 roku utworzono kołchoz w byłym majątku. Wieś stała się siedzibą sielsowietu w 1963 roku. W obecnym agromiasteczku działają warsztat szwalniczy, szkoła średnia, dom kultury, przychodnia, biblioteka, apteka, przedszkole, poczta, restauracja i 2 sklepy.
Liczba mieszkańców wsi Podhorodno kształtowała się następująco:
- 1870 – 360 mieszkańców
- 1887 – 93 osoby, w tym 7 żydów, działał wtedy tutaj młyn wodny[1]
- 1897 – 132 we wsi Podhorodno i 59 w folwarku
- 1908 – 154 we wsi i 81 w folwarku
- 1921 – 138 mieszkańców, wszyscy wyznania katolickiego, w folwarku Horodno 74 osoby, w tym 4 prawosławne[8]
- 1940 – 143
- 1970 – 363
- 2004 – 977
- 2009 – 860 osób[10]
- 2014 – 1009.

## Kościół
W 1690 roku wzniesiono w Horodnie kościół. Zachowany do dziś kościół pw. Jana Chrzciciela, stojący w pobliżu byłej siedziby majątku został wzniesiony w połowie XVIII wieku jako kaplica grobowa Tyszkiewiczów. Jest to obecnie tzw. pomnik architektury rokoko. Jest to budynek jednonawowy przykryty dwuspadowym dachem. Jak widać na rysunku Napoleona Ordy, kościół stał tuż koło pałacu Tyszkiewiczów. Prace renowacyjne w tym kościele przeprowadzał Henryk Marconi, świątynia była też remontowana w 1996 roku.

## Pałac Tyszkiewiczów w Horodnie
W 1775 roku król Stanisław August zapowiedział Ludwikowi Tyszkiewiczowi, że odwiedzi go na Litwie. To spowodowało, że Tyszkiewicz w ciągu roku postawił w Horodnie co prawda drewniany, ale okazały klasycystyczny pałac. Dekorantów, rzemieślników, sprzęt i wyposażenie sprowadzał wprost z Paryża. Król nie przyjechał, ale piękny pałac dotrwał do 1939 roku.
Zespół dworski składał się z 3 budynków: pałac mieszkalny, naprzeciwko niego oficyna i po prawej stronie wyżej opisana kaplica. Pałac był zaprojektowany na planie wydłużonego prostokąta, miał de facto dwie kondygnacje, gdyż stał na wysokich przyziemiach o dużych prostokątnych oknach. Parter stanowiła amfilada salonów i apartamentów właścicieli. Elewacja była piętnastoosiowa, w jej centrum występował trzyosiowy ryzalit, przed którym był wysunięty portyk o 4 doryckich kolumnach podtrzymujących ciężki, trójkątny fronton. Pod portyk prowadził owalny podjazd ograniczony niskim murkiem, natomiast dla pieszych były schodki na wprost wejścia. Elewacja ogrodowa była podobna, jedynie tu portyk był płytszy, a przed nim szeroki taras ogrodzony balustradką. Na taras wiodły ćwierćkoliste schody po obu jego stronach. Cały dom był przykryty wysokim, gładkim gontowym dachem czterospadowym z lukarnami oświetlającymi strych i poddasze. Wnętrze domu miało układ dwutraktowy ze środkowym korytarzem w obu skrzydłach parteru.
Dzięki sprzedaży majątku wszystkie cenne przedmioty, biblioteka, meble, obrazy, zostały wywiezione pod koniec XIX wieku przez dotychczasowych właścicieli.
Park wokół zespołu dworskiego był co najmniej tak stary jak pałac. Mógł go stworzyć J.L. Knackfuss, który w 1784 roku opiekował się nim. Do co najmniej 1882 roku park miał charakter barokowy, co widać po strzyżonych drzewach na zdjęciach z tego roku, był prawdopodobnie wzorowany na ogrodach wersalskich. Główna część parku znajdowała się z tyłu pałacu, na jego osi wykopano prostokątny kanał, na którego drugim końcu stała sześciokolumnowa okrągła altanka z płaskim dachem.
Pałac w Horodnie został spalony w dramatycznych okolicznościach przez 2 batalion wileńskiej Armii Krajowej w czasie ataku na stacjonujący tu oddział niemiecki.
Majątek Horodno został opisany w 4. tomie Dziejów rezydencji na dawnych kresach Rzeczypospolitej Romana Aftanazego.